# Dorota Zawacka-Wakarecy
Dorota Elżbieta Zawacka-Wakarecy (ur. 22 stycznia 1954 w Chełmnie) – polska nauczycielka i działaczka społeczna, prezes Fundacji Generał Elżbiety Zawackiej Archiwum i Muzeum Pomorskie Armii Krajowej oraz Wojskowej Służby Polek w Toruniu.

## Życiorys
Ukończyła w 1980 studia na Wydziale Chemii Uniwersytetu Mikołaja Kopernika w Toruniu. Do 1990 pracowała na tej uczelni, następnie do 2004 uczyła chemii, w 1998 została dyrektorką Zespołu Szkół Muzycznych im. Karola Szymanowskiego w Toruniu.
W 1980 wstąpiła do „Solidarności”, była członkinią komisji zakładowej. Po wprowadzeniu stanu wojennego działała w niejawnych strukturach związku, zajmowała się m.in. dysktrybucją wydawnictw niezależnych.
Od 1990 związana z Fundacją Archiwum i Muzeum Pomorskie Armii Krajowej oraz Wojskowej Służby Polek. Jest córką kuzyna generał Elżbiety Zawackiej, jedynej kobiety pośród cichociemnych. Współpracowała z nią przez prawie 25 lat, opracowując społecznie akta Wydziału Łączności Zagranicznej Komendy Głównej ZWZ i AK. Realizuje projekty historyczne, m.in. konferencje popularnonaukowe i prelekcje wśród młodzieży. Inicjowała fundowanie obelisków, tablic i pomników poświęconych uczestnikom II wojny światowej. Organizuje także zjazdy kombatantów. W 2009 została powołana w skład rady Muzeum II Wojny Światowej w Gdańsku pierwszej kadencji.
W 2011 odznaczona Krzyżem Kawalerskim Orderu Odrodzenia Polski. W 2009 lokalny oddział Caritasu wyróżnił ją tytułem „Człowieka z pasją”.
Jest mężatką (mąż Karol), ma dwóch synów: Karola i Pawła.